# Daniel Hodge
Pour les articles homonymes, voir Hodge.
Daniel Hodge est un homme politique curacien né le 23 octobre 1959, Premier ministre de Curaçao du 31 décembre 2012 au 7 juin 2013

## Biographie
Daniel Hodge est né à Curaçao, le 23 octobre 1959. Il a été directeur de la Postspaarbank Curaçao avant d'entrer en politique. Après les élections législatives de 2012 (en), Glenn Camelia qui avait été nommé informateur par la gouverneure Adèle van der Pluijm-Vrede (en) recommande de constitué un gouvernement provisoire, sous la direction de Daniel Hodge pour permettre aux partis présents aux États de Curaçao de constituer une coalition. Les finances de Curaçao est passé hors de contrôle pendant le gouvernement de Gerrit Schotte et sous la pression de La Haye Hodge doit prendre des mesures drastiques, par exemple, la TVA sur les biens de première nécessité passe de 6 % à 9 % et l’âge de la retraite repoussée de 60 à 65 ans. Le 27 mars 2013, Hodge dépose la démission de son cabinet, mais continue comme gouvernement par intérim jusqu’à la formation d’un nouveau cabinet le 7 juin 2013.
Le 25 juin 2013, il devient le nouveau leader du Parti de la vraie alternative, mais il démissionne de ce poste le 22 septembre 2013, car il lui apparassait incompatible avec la charge de travail de son poste de directeur de la Postal Savings Bank.